# Grote Reber

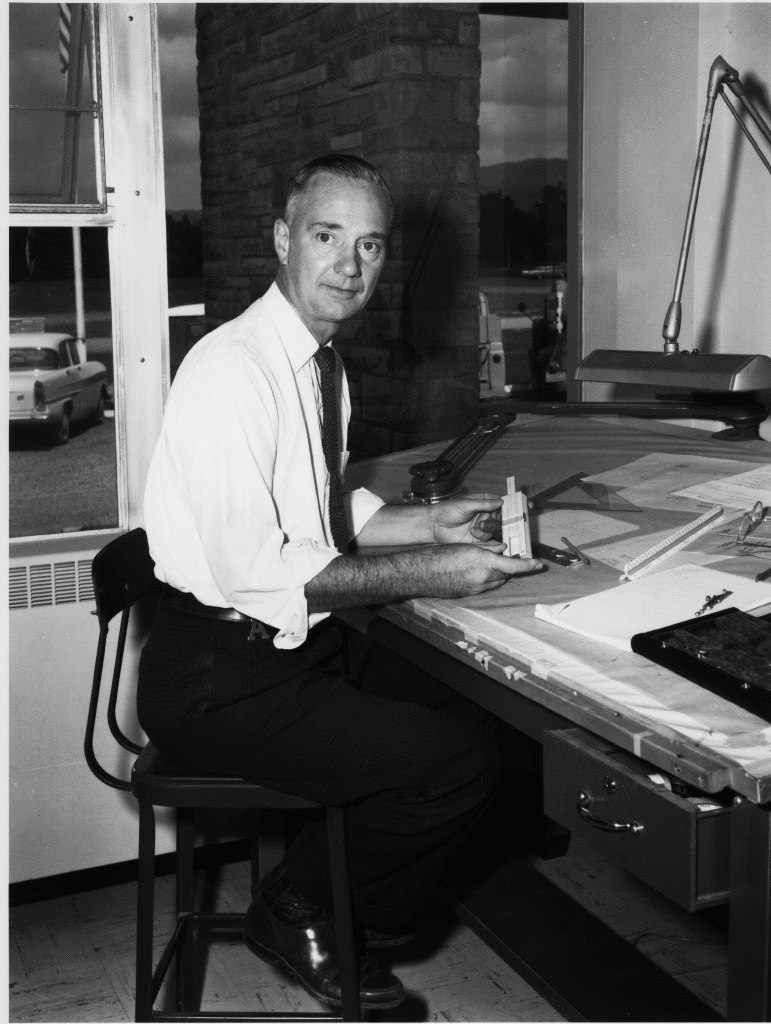
Grote Reber omstreeks 1960

Grote Reber (Wheaton, 22 december 1911 - Ouse (Tasmanië), 20 december 2002) was een Amerikaanse pionier op het gebied van de radioastronomie, waarin hij zijn belangstelling als radioamateur en amateur-astronoom combineerde. Hij bestudeerde de eerste metingen van Karl Jansky en volgde die op met nieuwe metingen. Reber maakte de eerste survey op radiogolflengtes. 
Zijn radiotelescoop uit 1937 was de tweede die ooit gebouwd is en de eerste parabolische reflector die gebruikt is als radiotelescoop.

## Leven
Reber groeide op in Wheaton, een voorstad van Chicago, en studeerde in 1933 af in elektrotechniek aan het Armour Institute of Technology (nu Illinois Institute of Technology). Hij was radioamateur (roepnaam W9FGZ) en werkte bij verschillende radiofabrikanten in Chicago tussen 1933 en 1947.
Toen hij in 1933 hoorde van de resultaten van Karl Jansky besloot hij dat dit het werk was dat hij wilde doen en solliciteerde bij Bell Labs waar Jansky werkte. Dit was echter op de piek van de crisis van de jaren 30 en er waren geen banen beschikbaar.

### Vroege experimenten

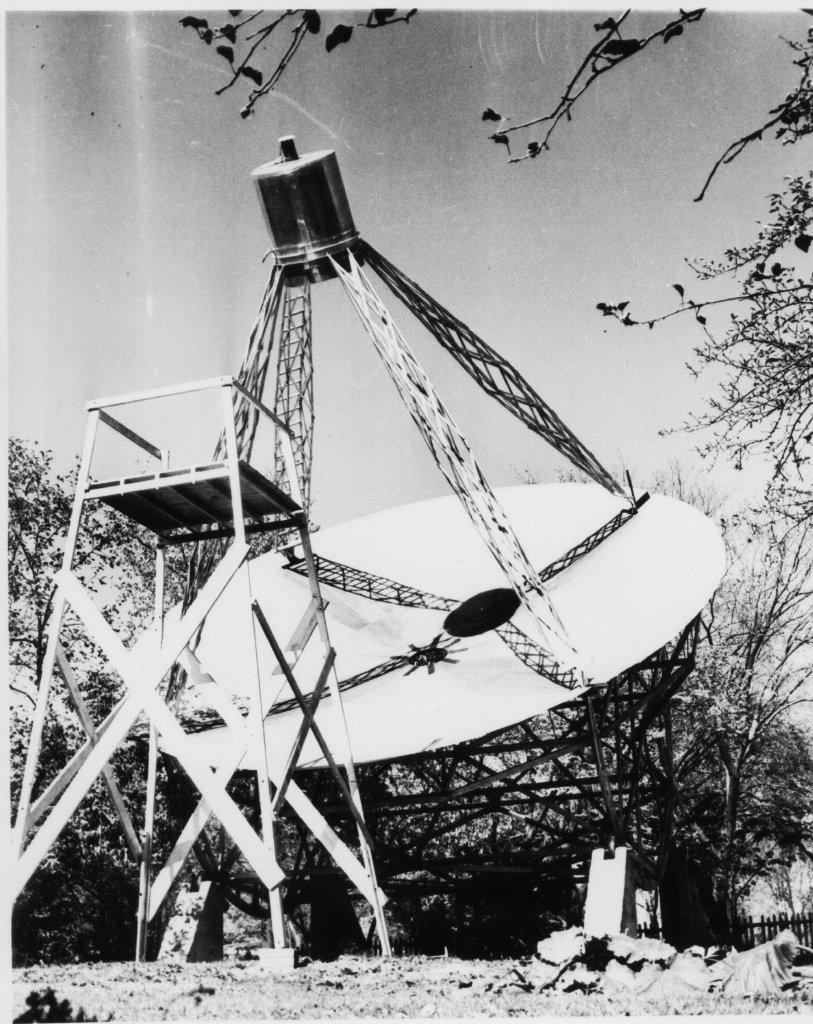
De radiotelescoop van Grote Reber in 1937

In de zomer van 1937 besloot Reber een eigen radiotelescoop te bouwen in zijn achtertuin in Wheaton. Zijn telescoop was een aanzienlijke vooruitgang in vergelijking met die van Karl Jansky. Hij bestond uit een parabolische reflector van blik met een diameter van 9 meter. De reflector focusseerde de straling op een radio-ontvanger 8 meter boven de reflector. De telescoop kon bewegen in elevatie, maar niet in azimut. De bouw ervan werd voltooid in september 1937.

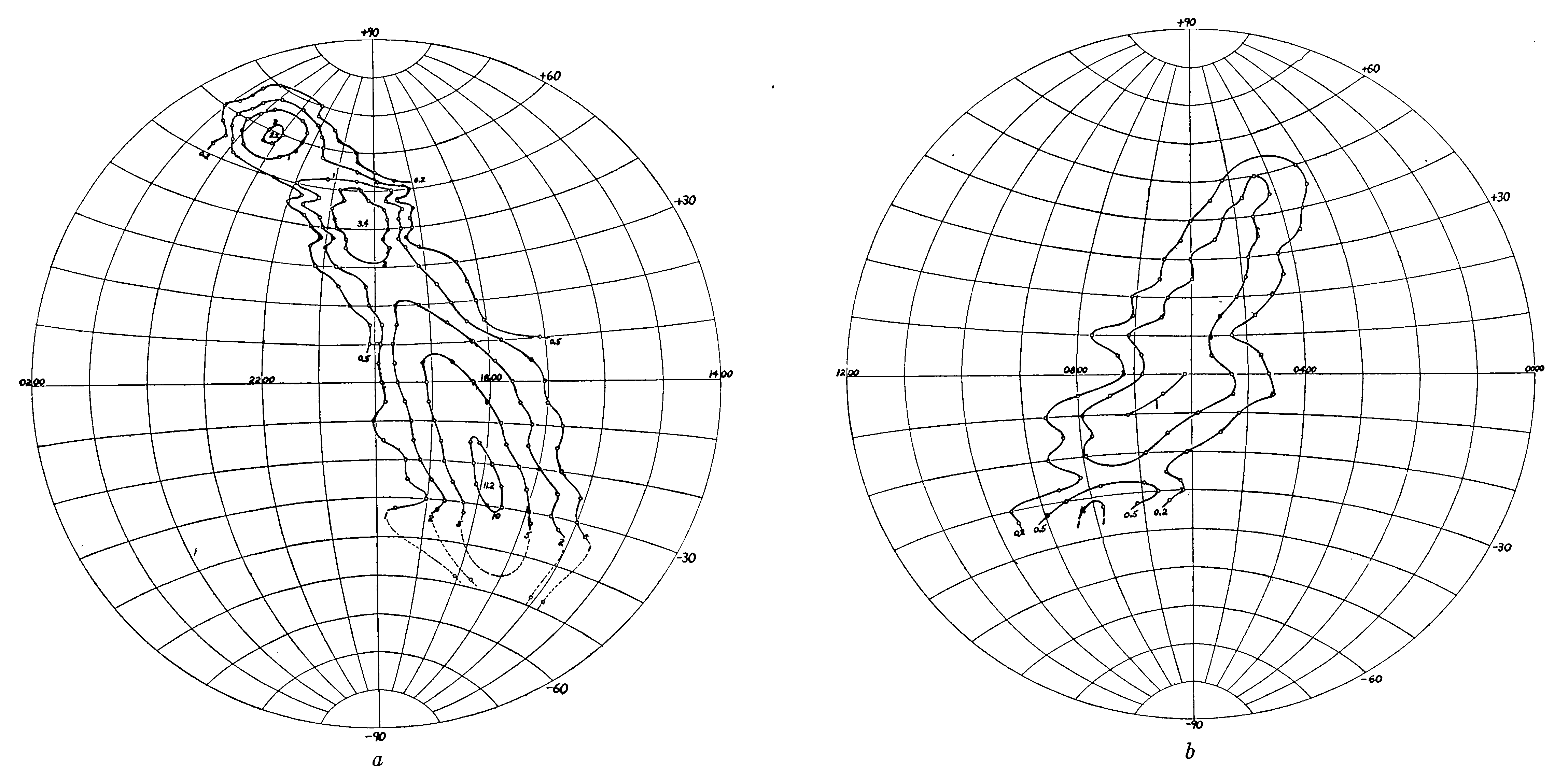
De radiokaart van de hemel van Grote Reber uit 1944

De eerste ontvanger van Grote Reber werkte op een frequentie van 3300 MHz, maar detecteerde geen straling uit het heelal, evenmin als zijn tweede ontvanger op 900 MHz. Zijn derde poging, in 1938 op 160 MHz, had wel succes en bevestigde de ontdekking van Jansky. In 1940 publiceerde Reber zijn eerste wetenschappelijke artikel in de Astrophysical Journal, maar hij wees een onderzoekspositie bij het Yerkes-observatorium af. Hij concentreerde zich op het maken van een kaart van de hemel, die hij voltooide in 1941 en uitbreidde in 1943. Hij publiceerde een grote hoeveelheid werk in deze periode. Zijn metingen, die gepubliceerd werden als contourkaarten, toonden de verdeling van de radiostraling over de hemel en onthulden voor het eerst de aanwezigheid van radiobronnen zoals Cassiopeia A en Cygnus A. Gedurende bijna tien jaar sinds 1937 was hij de enige radioastronoom van de wereld, tot de periode na de Tweede Wereldoorlog. Toen gingen veel wetenschappers met kennis op het gebied van radar zich interesseren voor de radioastronomie, die zich daardoor explosief uitbreidde.
Gedurende deze tijd deed hij een ontdekking die niet verklaard kon worden tot in de jaren 1950. De standaardtheorie van de radiostraling uit het heelal hield in dat deze afkomstig is van de warmtestraling die uitgezonden wordt door alle lichamen met een bepaalde temperatuur. Volgens deze theorie zou er aanzienlijk meer straling gevonden moeten worden met een hoge energie dan met een lage energie als gevolg van de aanwezigheid van sterren en andere warme objecten. Reber liet echter zien dat het omgekeerde het geval was en dat de laag-energetische radiostraling veel sterker was dan verwacht. Pas in de vijftiger jaren werd gevonden dat synchrotronstraling deze metingen kon verklaren.
Reber verkocht zijn telescoop aan het National Bureau of Standards, waar hij werd opgericht op een draaitafel op hun station in Sterling (Virginia). Uiteindelijk belandde de telescoop bij het National Radio Astronomy Observatory in Green Bank (West Virginia) waar Reber toezicht hield op de constructie. Hij hielp ook bij de reconstructie van de originele telescoop van Jansky.

### Onderzoek op de middengolf

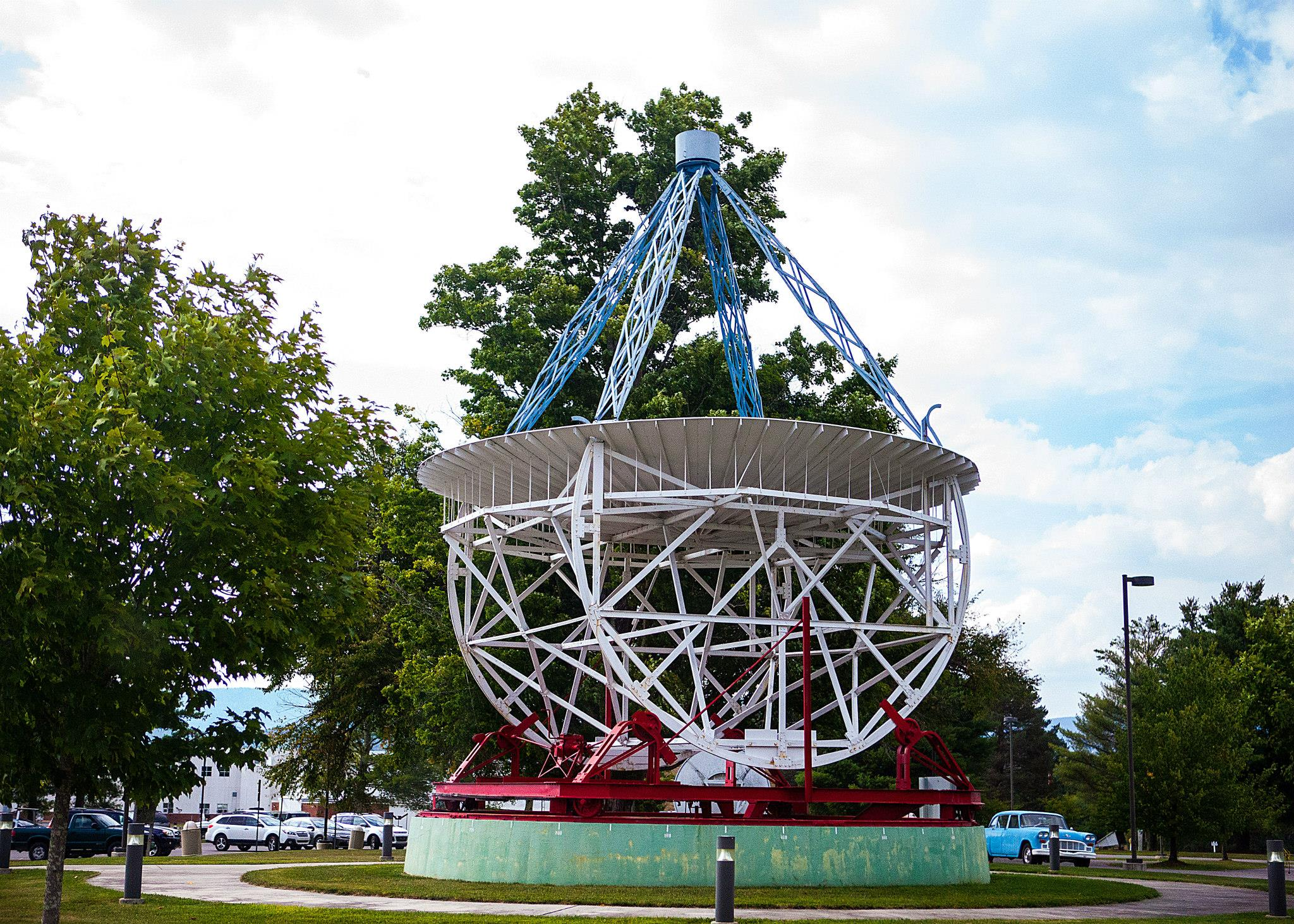
Reconstructie van de telescoop van Grote Reber in Green Bank

Vanaf 1951 werd Reber ondersteund door de Research Corporation in New York.  Na zijn verhuis naar Hawaï bouwde hij een radiotelescoop op Mount Haleakala. In de jaren '50 wilde hij terugkeren naar actief onderzoek, maar een groot deel van het onderzoeksterrein was al gevuld door zeer grote en dure instrumenten. In plaats daarvan concentreerde hij zich op een gebied dat grotendeels verwaarloosd werd, dat van de middengolf (hectometer) radiostraling tussen 0,5 en 3 MHz, van de AM radioband. Signalen met een frequentie onder 30 MHz worden echter gereflecteerd door de ionosfeer. In 1954 verhuisde Reber naar Tasmanië, de zuidelijkste staat van Australië, waar hij werkte met Bill Ellis van de Universiteit van Tasmanië. Daar zou de ionosfeer tijdens lange, koude winternachten (wanneer de ionosfeer lange tijd door de aarde afgeschermd is van de straling van de zon) deels de-ioniseren en kon de langgolvige straling vanuit het heelal opgevangen worden door zijn array-antenne. Reber beschreef dit als een fortuinlijke situatie. In Tasmanië bestond ook slechts een lage intensiteit van straling afkomstig van menselijke bronnen, wat de detectie van de zwakke straling vanuit het heelal toeliet. 
In de jaren 1960 had hij een array van dipoolantennes gebouwd op het terrein van een schapenboerderij in Dennistown, ongeveer 7,5 km ten noordoosten van Bothwell, waar hij woonde in een huis van zijn eigen ontwerp.
Reber geloofde niet in de oerknal; hij dacht dat de roodverschuiving het gevolg was van herhaalde absorptie en re-emissie of de interactie van licht en andere elektromagnetische straling met materie met een lage dichtheid in de intergalactische ruimte. Hij publiceerde een artikel met de titel "Endless, Boundless, Stable Universe", waarin hij zijn theorie beschreef. Hij ondersteunde de theorie van de licht-moeheid (tired-light) voor de verklaring van de relatie tussen afstand en roodverschuiving.
Delen van de as van Grote Reber is bijgezet in een groot aantal radiotelescopen, waaronder de Dwingeloo Radiotelescoop.

## Eerbewijzen
- Eredoctoraat van de Ohio State University (1962)
- Bruce Medal van de Astronomical Society of the Pacific (1962)
- Henry Norris Russell Lectureship (1962)
- Elliott Cresson Medal van het Franklin Institute (natuurkunde, 1963)
- Jackson-Gwilt Medal van de Royal Astronomical Society (1983)

- Planetoïde (6886) Grote is naar hem genoemd
- In 2008 werd het Grote Reber Museum geopend in het Mount Pleasant Radio Observatory in Cambridge (Tasmanië).